# Athletic Club de Madrid 1929-1930
Questa voce raccoglie le informazioni riguardanti l'Athletic Club de Madrid, antico nome del Club Atlético de Madrid, nelle competizioni ufficiali della stagione 1929-1930.

## Stagione
Nella stagione 1929-1930 i Colchoneros, allenati da Ángel Romo, terminarono il campionato al decimo posto retrocedendo in Segunda División. In Coppa del Re l'Atlético Madrid fu invece eliminato ai sedicesimi di finale dal Castellón, dopo lo spareggio. Nel campionato Regional de Madrid, la squadra si piazzò al terzo posto, a un punto dal Real Madrid.

## Maglie e sponsor
| Manica sinistra · Manica sinistra · Maglietta · Maglietta · Manica destra · Manica destra · Pantaloncini · Calzettoni |

## Rosa

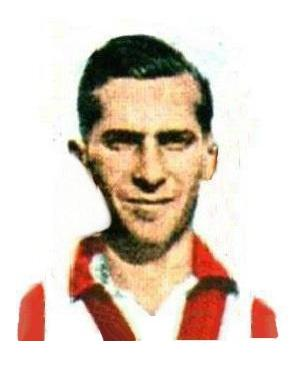
Antonio Mazarrasa, ala destra dell'Athletic de Madrid

| N. |                   | Ruolo | Calciatore            |
| -- | ----------------- | ----- | --------------------- |
| -  | Spagna (bandiera) | P     | José Cabo             |
| -  | Spagna (bandiera) | P     | Gil Martínez García   |
| -  | Spagna (bandiera) | D     | Alfonso Olaso         |
| -  | Spagna (bandiera) | D     | José Ramón Ochandiano |
| -  | Spagna (bandiera) | D     | José Luis Conde       |
| -  | Spagna (bandiera) | D     | Agustín Lafuente      |
| -  | Spagna (bandiera) | D     | Francisco Moriones    |
| -  | Spagna (bandiera) | D     | Miguel Cela           |
| -  | Spagna (bandiera) | C     | Victoriano de Santos  |
| -  | Spagna (bandiera) | C     | Arcadio Arteaga       |
| -  | Spagna (bandiera) | C     | Santiago Buiría       |

| N. |                       | Ruolo | Calciatore              |
| -- | --------------------- | ----- | ----------------------- |
| -  | Porto Rico (bandiera) | C     | Eduardo Ordóñez         |
| -  | Spagna (bandiera)     | C     | Antonio Mazarrasa       |
| -  | Spagna (bandiera)     | C     | Juan Gómez de Lecube    |
| -  | Spagna (bandiera)     | A     | Sandalio Areta          |
| -  | Spagna (bandiera)     | A     | Ciriaco Cuesta Sanz     |
| -  | Spagna (bandiera)     | A     | Cisco                   |
| -  | Spagna (bandiera)     | A     | José Peiró Suárez       |
| -  | Spagna (bandiera)     | A     | José Luis Costa Cenzana |
| -  | Spagna (bandiera)     | A     | Luis Marín Sabater      |
| -  | Spagna (bandiera)     | A     | Martín Cabrera Cabral   |
| -  | Spagna (bandiera)     | A     | Guillermo Illera        |

## Risultati

### Primera División

#### Girone d'andata
| Arbitro: | Ramón Melcón Bartolomé |

|                                                 |           |                             |
| Costa 31’ Marín 35’ (rig.), 44’, 75’ Cuesta 50’ | Marcatori | 10’, 67’ Cros 17’ Bestit II |

| Arbitro: | Guillermo Comorera Gatuellas |

|          |           |  |
| Juvé 75’ | Marcatori |  |

| Arbitro: | Ezequiel Montero Román |

|                             |           |           |
| Marín 25’ (rig.) Cuesta 35’ | Marcatori | 80’ Rubio |

| Arbitro: | Pedro Escartín Morán |

|                          |           |                                            |
| Marín 5’, 35’ Cuesta 30’ | Marcatori | 50’ R. Petit 65’ (rig.) Alza 70’ Garmendia |

| Arbitro: | Santiago Insausti |

|                                    |           |                      |
| Loredo 31’ Larrinaga 40’ Óscar 46’ | Marcatori | 20’ Marín 27’ Illera |

| Arbitro: | José María Steimborn Ludeuvik |

|                                 |           |                |
| Sastre 44’, 53’ Bestit 50’, 62’ | Marcatori | 16’, 65’ Costa |

| Arbitro: | Ramón Melcón Bartolomé |

|           |           |             |
| Marín 85’ | Marcatori | 75’ Yurrita |

| Arbitro: | Santiago Insausti |

|                                                                         |           |                   |
| Iraragorri 1’ Santos 30’ (aut.) Roberto 67’ Unamuno 71’, 75’ Chirri 72’ | Marcatori | 44’ (aut.) Blasco |

| Arbitro: | Agustín Vilalta Bars |

|           |           |                                  |
| Costa 35’ | Marcatori | 10’ Menchaca 60’, 68’ Gurruchaga |

#### Girone di ritorno
| Arbitro: | Jesús Arribas Seijas |

|                       |           |  |
| Layola 4’ Gironés 38’ | Marcatori |  |

| Arbitro: | Pedro Escartín Morán |

|                      |           |  |
| Cabral 35’ Marín 76’ | Marcatori |  |

| Arbitro: | Tomás Balaguer García |

|                                 |           |             |
| Cominges 5’ Rubio 35’, 40’, 43’ | Marcatori | 83’ Ordóñez |

| Arbitro: | José Barrena |

|                                                                |           |                            |
| Alfaro 5’, 14’, 85’ Regueiro 30’, 59’, 76’ Urtizberea 52’, 65’ | Marcatori | 10’ (rig.) Costa 49’ Peiró |

| Arbitro: | Agustín Vilalta Bars |

|                          |           |            |
| Marín 11’, 77’ Peiró 30’ | Marcatori | 44’ Loredo |

| Arbitro: | José Barrena |

|                                         |           |                       |
| Ordóñez 3’ Costa 42’ (rig.), 73’ (rig.) | Marcatori | 20’ Piera 25’ Goiburu |

| Arbitro: | Guillermo Comorera Gatuellas |

|                         |           |  |
| Bienzobas 7’ Cholín 58’ | Marcatori |  |

| Arbitro: | Santiago Insausti |

|                           |           |                                            |
| Cuesta 31’, 42’ Costa 32’ | Marcatori | 29’ Bata 49’, 59’ Gorostiza 52’ Iraragorri |

| Arbitro: | José Barrena |

|                        |           |           |
| Anduiza 62’ Rivero 86’ | Marcatori | 78’ Marín |

### Coppa del Generalísimo
| Arbitro: | Julio Ostalé Gómez |

|              |           |  |
| Capillas 50’ | Marcatori |  |

| Arbitro: | Julio Ostalé Gómez |

|                             |           |              |
| Cuesta 4’ Illera 54’ (rig.) | Marcatori | 20’ Montañés |

| Arbitro: | Jesús Arribas Seijas |

|                                                                   |           |             |
| Montañés 11’ Capillas 25’, 65’ Martínez 29’, 75’, 89’ Arróniz 33’ | Marcatori | 80’ Ordóñez |

### Campeonato Regional
| Arbitro: | Arturo López Espinosa |

|                             |           |                            |
| Marín 4’, 35’ Cela 44’, 50’ | Marcatori | 15’ Rodríguez 20’ S. Simón |

| Arbitro: | Ramón Melcón Bartolomé |

|                |           |                     |
| Félix Pérez 5’ | Marcatori | (rig.) Marín Illera |

| Arbitro: | Pedro Escartín Morán |

|              |           |                       |
| Palacios 24’ | Marcatori | 47’, 54’ Marín Cuesta |

| Arbitro: | Rogelio García Soleto |

|                            |           |                     |
| Marín 4’ Cuesta 70’ (rig.) | Marcatori | 10’ Rubio 44’ Cosme |

| Arbitro: | Ramón Melcón Bartolomé |

|           |           |           |
| Álvaro 6’ | Marcatori | 30’ Marín |

| Arbitro: | Pedro Escartín Morán |

|            |           |                                         |
| Cuesta 22’ | Marcatori | 7’ Oramas 15’ (aut.) Lafuente 78’ Pérez |

| Madrid 9 novembre 1929 7ª giornata                                                    | Athlétic Madrid | 5 – 3 referto            | Nacional Madrid | Chamartín |
| \| \| \| \| \| Cuesta 47’ Marín Costa 56’ \| Marcatori \| 74’ Rubiera 51’ Priscilo \| |                 |                          |                 |           |
|                                                                                       |                 |                          |                 |           |
| Cuesta 47’ Marín Costa 56’                                                            | Marcatori       | 74’ Rubiera 51’ Priscilo |                 |           |

| Madrid 17 novembre 1929 8ª giornata                            | Real Madrid | 2 – 1 referto | Athlétic Madrid | Chamartín |
| \| \| \| \| \| Rubio 11’ Cosme \| Marcatori \| (aut.) Vidal \| |             |               |                 |           |
|                                                                |             |               |                 |           |
| Rubio 11’ Cosme                                                | Marcatori   | (aut.) Vidal  |                 |           |

## Statistiche

### Statistiche di squadra
| Competizione                  | Punti | Totale | Totale | Totale | Totale | Totale | Totale | DR  |
| Competizione                  | Punti | G      | V      | N      | P      | Gf     | Gs     | DR  |
| ----------------------------- | ----- | ------ | ------ | ------ | ------ | ------ | ------ | --- |
| Primera División              | 12    | 18     | 5      | 2      | 11     | 32     | 50     | -18 |
| Coppa del Re                  | -     | 3      | 1      | 0      | 2      | 3      | 9      | -6  |
| Campeonato Regional de Madrid | 10    | 8      | 4      | 2      | 2      | 23     | 16     | +7  |
| Totale                        | 22    | 29     | 10     | 4      | 15     | 58     | 75     | -17 |